# Lepella
Lepella là một chi bướm ngày thuộc họ Bướm nâu.